# Schronbach
Der Schronbach ist ein über 6 km langer linker Zufluss der oberen Isar in den Gemeindegebieten von Jachenau und Lenggries im oberbayerischen Landkreis Bad Tölz-Wolfratshausen.

## Name
Im Jahr 1305 wird in der Grenzbeschreibung der Grafschaft Werdenfels als einer der 15 Grenzpunkte der Schranpach erstmals schriftlich genannt. Das Bestimmungswort des Namens leitet sich vom mittelhochdeutschen Wort schrane „Schranke, Windung“ ab.

## Geographie

### Verlauf
Er entsteht auf dem Almgebiet zwischen Reiseralm und Klasenalm. Das Almgebiet entwässert zum Schronbach nach Nordosten, aber auch nach Süden in Richtung Staffelgraben. 
Der Schronbach tritt im weiteren Verlauf in das Schronbachtal ein, fällt dort über einen Wasserfall, der als Naturdenkmal gekennzeichnet ist und verläuft auf dem Gebiet der Unteren Schronbachalm.
Der gesamte Unterlauf des Schronbachs ist ebenfalls Naturdenkmal, enthält Kolke, Gumpen und Wasserfälle.
Südlich des Oberlaufs des Schronbachs und nördlich des Niedersbachs erhebt sich die Falkenwand. Sie ist nicht mit dem nördlich des Sylvensteinspeichers gelegenen Falkenberg (1078 m) zu verwechseln.

### Zuflüsse
Vom Ursprung zur Mündung. Auswahl. Längen abgemessen auf dem BayernAtlas.
- Wildengraben, von links und Nordosten vom Sattel zwischen Rotwand und Achselkopf, ca. 0,8 km
- Niedersbach, von rechts und Westsüdwesten vom Sattel zwischen Falkenwand und Niederskopf vor der Unteren Schronbachalm, ca. 2,0 km
- Adamsgraben, von rechts und Südwesten vom Adamskopf gegenüber der Unteren Schronbachalm, ca. 0,9 km